# Архітектурна акустика
Архітекту́рна аку́стика (англ. Architectural acoustics)— це розділ акустики, що вивчає поширення звукових хвиль в приміщенні, віддзеркалення і поглинання їх поверхнями, вплив відбитих хвиль на чутність  і розбірливість мови і музики. Метою досліджень служить створення прийомів проектування залів (театральних, концертних, лекційних, радіостудій і т. п.) із заздалегідь передбаченими  умовами сприйняття звуків. В залежності від переважного типу звукових полів, що реалізуються в приміщенні (класична музика, естрадна музика, лекційні програми) в архітектурній акустиці формуються рекомендації відносно форми приміщень та  акустичних властивостей поверхонь для забезпечення високої якості звучання. 

### Інтер'єрна акустика
У закритих приміщеннях більш-менш великого розміру слухач сприймає, крім прямого звуку, ще й ряд його запізнілих повторень, обумовлених відображеннями від обмежуючих поверхонь і швидко наступаючи один за одним. Під час відбиття звуку, його енергія поглинається, кожні наступні повтори стають більш слабшими. За умов вимкнення джерела звуку, кількість відображеної енергії буде затухати до моменту її повного зникнення. Процес поступового затухання звуку називається реверберація. Тривалість реверберації є найважливішим чинником, що визначає акустичне якість залів. При надмірно повільному згасанні звучання мови і музики виявляється недостатньо чітким , при короткій реверберації мова звучить занадто глухо, а музичні звучання втрачають злитість і виразність. Навіть при оптимальному значенні часу реверберації  акустичні властивості зали можуть  дуже відрізнятися на різних направленнях через відмінність в шляхах, котрі проходять відображення від джерела звуку до слухача. Найбільш сприятливі умови різні не тільки для мови і музики , а й для музичних творів різного характеру (камерна, естрадна, симфонічна музика). 
Тому акустичне проектування концертних залів (вибір форми, розміщення слухачів, обробка обмежуючих поверхонь розсіюючими і поглинаючими конструкціями, застосування підвісних відбивачів і т.д.) нерідко вимагає компромісних рішень. У залах великої місткості умови чутності можуть бути поліпшені застосуванням електроакустичних систем. Відбиття, Поглинання і Проходження звуку .
Коли звукова хвиля падає на перешкоду, одна частина звукової енергії поглинається перешкодою, інша - відбивається від перешкоди і третя - перевипромінюється перешкодою посилення і штучної реверберації.

Раніше до складу Архітектурної акустики включали питання ізоляції приміщень від проникаючих ззовні звуків; тепер ці проблеми виділилися в самостійну область - будівельну акустику. Методами Архітектурної акустики. користуються також в техніці боротьби з шумом в приміщеннях. Поширення звуку в замкнутому просторі. Відкритий простір → прямий звук Замкнутий простір → прямий звук + ранні відбиття + реверберація. 

Типова структура послідовності звукових сигналів, що приймаються в певній точці замкнутого приміщення при імпульсному збуджуючому сигналі.

  При експериментальному дослідженні акустичних властивостей приміщень часто використовують імпульсний сигнал як джерело звуку. При цьому фіксують послідовність прийнятих прямого та відбитих від поверхонь сигналів. По горизонталі відкладено час, а по вертикалі — інтенсивність прийнятих сигналів в децибелах.
 
В Архітектурній акустиці  розрізняють більш сувору хвильову теорію і менш сувору, але більш зручну для технічних розрахунків геометричну , в якій напрям поширення і межі основної частини потоку звукової енергії, яку переносять падаючими на перешкоду або відбитими звуковими хвилями, зображують прямими променями. Геометричні уявлення тим більше правомірні, чим менше довжина звукової хвилі в порівнянні з розмірами перешкоди.
У загальному випадку, ранні відбиття містять більше енергії, ніж ревербераційні відображення. Крім того, ранні відбиття безпосередньо залежать від геометричних форм приміщення і є унікальними для кожної конкретної точки приміщення. Таким чином, акустичні характеристика кожної точки приміщення визначаються поєднанням прямого звуку і ранніх віддзеркалень, що приходять в цю точку.
Швидкість звуку в повітрі 340 м/с, а тому можна визначити час запізнювання відбитого звукового променю у порівнянні з прямим, який іде до глядача безпосередньо від джерела. Якщо різниця у часі приходу прямого та відбитого звуків не менше 0,05...0,06 с,людина розрізняє ці звуки як роздільні. Таке явище називається луною. За 0,05 с звук проходить відстань 17 м, а тому луна може виникати тільки у приміщеннях,в яких довжина шляху відбитого звуку {\displaystyle l_{1}+l_{2}} перевищує довжину шляху прямого звуку {\displaystyle l} на 17 м. У приміщеннях із паралельними поверхнями може виникнути «пурхаюча луна», утворена у результаті багатократного відбиття звукової хвилі, наприклад, від протилежних стін із малим звукопоглинанням. Виникнення луни залежить також від інтенсивності прямого та відбитого звуків.

### Історія Архітектурної акустики.
Сучасна Архітектурна акустик . веде початок від робіт американського вченого У. Себіна , показав в останньому десятилітті 19 ст., що в замкнутому приміщенні послідовні багаторазові і при цьому поступово дедалі слабші відображення зливаються в плавно згасаючий гул, що супроводжує кожен випромінений звук (т. н . реверберація), причому швидкість загасання є суттєвим показником умов чутності . Приклади застосування акустичних знань в будівництві знаходять у відкритих театрах Стародавньої Греції та Риму.
Акустичні випробування приміщень засновані на електричних вимірах звукового сигналу, що приймається в приміщенні мікрофоном, і полягають у визначенні рівномірності розподілу звуку в просторі і в дослідженні загасання відгомону в часі. Поряд з випробуваннями залів у натурі все більшого поширення знаходять випробування малих моделей, що дозволяє своєчасно уникнути помилок при проектуванні нових залів і знаходити способи виправлення дефектів вже існуючих.
Управління акустичними умовами в приміщенні здійснюється шляхом установки відображаючих щитів і регулювання кількості звукопоглинальних матеріалів, що розміщуються на поверхнях. Теорія звукопоглинання і методи його вимірювання також відносяться до Архітектурної акустики . Все більше поширюється застосування електроакустичної апаратури для звукопідсилення і для створення штучної реверберації. Електроакустичними способами імітації відгомону приміщення користуються також в лабораторній практиці .

### Сучасні акустичні матеріали.
Для забезпечення необхідного звукопоглинання найбільша увага приділяється стельового простору. Тому вже досить давно випускаються «акустичні» стелі, що поглинають звук. У великих приміщеннях, де для поліпшення акустики не вистачає одного тільки стельового простору, рекомендується також використовувати звукопоглинаючі настінні панелі.
До технічних характеристик стельових і настінних звукопоглиначів відносяться: акустичні та гігієнічні показники, вологостійкість, пожежно-технічні характеристики, ударостійкість, світлотехнічні показники і довговічність.
В даний час існують матеріали, які придатні для вирішення не тільки одного завдання, а й цілого комплексу вимог, скажімо для забезпечення необхідної акустики в приміщеннях з підвищеною вологістю, наприклад у басейні. При цьому, природно, дані системи зобов'язані вирішувати ще й художні завдання з формування інтер'єру.
Вибір акустичного матеріалу стелі або стін залежить від різних параметрів: призначення приміщення, його обсягу, ціни матеріалу, інтер'єрних особливостей та ін., а також від того, яку саме область частотного діапазону потрібно коригувати.
З точки зору поглинання акустичні матеріали можна розділити таким чином:
- Середньо- високочастотні поглиначі;
- Низькочастотні поглиначі;
- Широкосмугові поглиначі.

До середньо- високочастотним поглиначів відносяться: пористі матеріали у вигляді плит, виготовлених з легких пористих матеріалів; волокнисті матеріали, виконані також у вигляді плит, виготовлених з мінеральної або скловати, синтетичних або деревних волокон. Лицьова поверхня даних матеріалів може бути оброблена спеціальними фарбами ( пористими), що пропускають повітря , покрита акустично прозорими тканинами або нетканих матеріалів, а також у разі відсутності фарбувального або тканинного шару може мати зовнішню захист з перфорованого матеріалу (металу, дерева та ін). Коефіцієнт поглинання даних матеріалів знаходиться в межах 0,4 - 1,0 в діапазоні середніх / високих частот (500 Гц - 4 кГц).
До низькочастотних поглиначів відносять:
- Перфоровані матеріали у вигляді тонких панелей з різним ступенем перфорації , які можуть бути виготовлені з гіпсових плит, МДФ, дерева та ін;
- Резонансні конструкції з пористих / волокнистих матеріалів перфорованих / тканинних екранів і повітряного зазору.

Коефіцієнт поглинання даних матеріалів знаходиться в межах 0,3 - 1,0 в діапазоні низьких частот (63 - 500 Гц).
Поглиначі в широкому діапазоні частот:
- Багатошарові резонансні конструкції, що складаються з декількох паралельних екранів з різним ступенем перфорації і повітряним зазором різної товщини ;
- Акустичні конструкції з перфорованих матеріалів і пористих поглиначів . У даному випадку частотну характеристику поглинання можна регулювати підбором пористого матеріалу і зміною повітряного зазору.